# Casserres
Casserres – gmina w Hiszpanii, w prowincji Barcelona, w Katalonii, o powierzchni 29,38 km². W 2011 roku gmina liczyła 1578 mieszkańców. Nazwa miasta pochodzi od średniowiecznego zamku Castrum Serris.